# 帥化民
帥化民（1943年4月28日—），中華民國政治人物，江西省奉新縣人，生於四川省萬縣（今重慶市萬州區），現居於臺北市內湖區，中華民國陸軍中將（退役）及前中國國民黨籍立法委員，畢業於陸軍官校36期、美國陸軍指參學院67年班，曾任國政基金會委員、國防委員會召委、國防管理學院院長、聯勤留守署長、陸軍158師472旅長，現任中華民國國家安全促進協會理事長。

## 簡介
中華民國陸軍官校三十六期畢業，國防大學戰爭學院兵學研究所第三期。歷任基層部隊指揮官、聯勤總部留守署長、計畫署長。1994年出任聯三作戰次長室少將執行官，在童兆陽作戰次長手下被重用。1996年出任國防管理學院院長，2000年退伍。
帥化民長期負責規劃國防二法，深獲當時參謀總長羅本立上將倚重，退伍後轉任中國國民黨智庫國家政策研究基金會國家安全組政策委員，並於第一次政黨輪替後，參與國民黨黨內政策規劃。帥在退伍後，積極參與公共事務，經常可在談話性節目發現其身影，活躍程度可能超越所有以往國民黨的軍職立委，並延攬劉作坤、劉立倫等人創立「中華民國國家安全促進協會」且擔任理事長迄今。2004年獲提名不分區立法委員，順利當選，2007年二度獲得提名，國民黨在2008年中華民國立法委員選舉大勝，也順利連任立法委員。

## 服役
帥化民委員在特戰總隊任官時，曾執行國軍遷台以來首度五百公里野外行軍，培養特戰總隊具備長程奔襲、叢林作戰能力。

## 第七屆立法委員任期出席紀錄
2008年2月1日－3月26日院會應出席15次，委員會應出席19次，總計34次，缺席17次。
2008年4月1日－4月30日院會應出席4次，委員會應出席13次，總計17次，缺席2次。

## 言論
2016年11月3日，在兩岸和平發展論壇當中，帥化民表示：他以前也是對大陸抱持戒心，但後來看，中國現在一帶一路是走和平貿易互利，和美國海上霸權完全不同。「台灣在政黨輪替後，因為認為有美國保護，“台獨”氣焰非常囂張，此次國共論壇是讓國民黨保持著有信心，因為他相信，蔡英文沒有治理“國家”能力，四年之後會下台，而大陸已成世界第二大國，中國夢一旦成功，或者稍見端倪，兩岸和平統一一定會達到的」。
4月27日帅化民在台北论坛举行的“浅谈解放军武力攻台”讲座指出：美国在台湾的布局就是把台湾当棋子，鼓励台湾搞城镇作战、巷战，就是因为对台湾所谓刺猬、吓阻等作为已经没信心了。巷战第一个要件是疏散老百姓，但台湾的老百姓要往哪里疏散？台湾人却只能跳海。当今天解放军的武器、数量已经族繁不及备载的时候，台湾现在要全部用武力来捍卫安全已经不太可能了。
帅化民认为，乌克兰战争后，世人皆知乌克兰就是美国拿来做棋子、做代理战争以用于消耗俄罗斯；中、俄两国都不可能与美国进行核子作战，但美国下一个目标就是中国。
2023年5月22日，帥化民在中天節目《盧秀芳辣晚報》中稱:「F-16戰機已經是幾十年前的產品了，全世界賣了四千多架，但是沒有經過真正戰場上的考驗跟測試，來證明它有多厲害，且而這次F-16要面對的是俄羅斯的S-300、S-400，皆是很好的防空飛彈武器」。 （页面存档备份，存于）

## 外部連結
- 立法院 帥化民委員簡介 （页面存档备份，存于）
- 帥化民立法委員個人網站
- 帥化民參加中國凤凰卫视一虎一席谈 蔡英文是否面临执政危机 （页面存档备份，存于）. 2016-10-08